# Rhodospatha moritziana
Rhodospatha moritziana — вид квіткових рослин із родини кліщинцевих (Araceae), роду Rhaphidophora. Це ліана, рідним ареалом якої є Колумбія, Коста-Рика, Еквадор, Панама, Перу, Венесуела.